# Brantford
Pour les articles homonymes, voir Brantford (homonymie).
Cet article possède un paronyme, voir Brant.
Brantford est une ville canadienne de l'Ontario sur la rivière Grand dans le sud-est de la province.

## Situation
La ville est connectée à London à l'ouest et Hamilton à l'est par l'autoroute 403 et à Cambridge par l'autoroute 24.

## Chronologie municipale
L'année de la constitution de la ville est 1877.

## Histoire

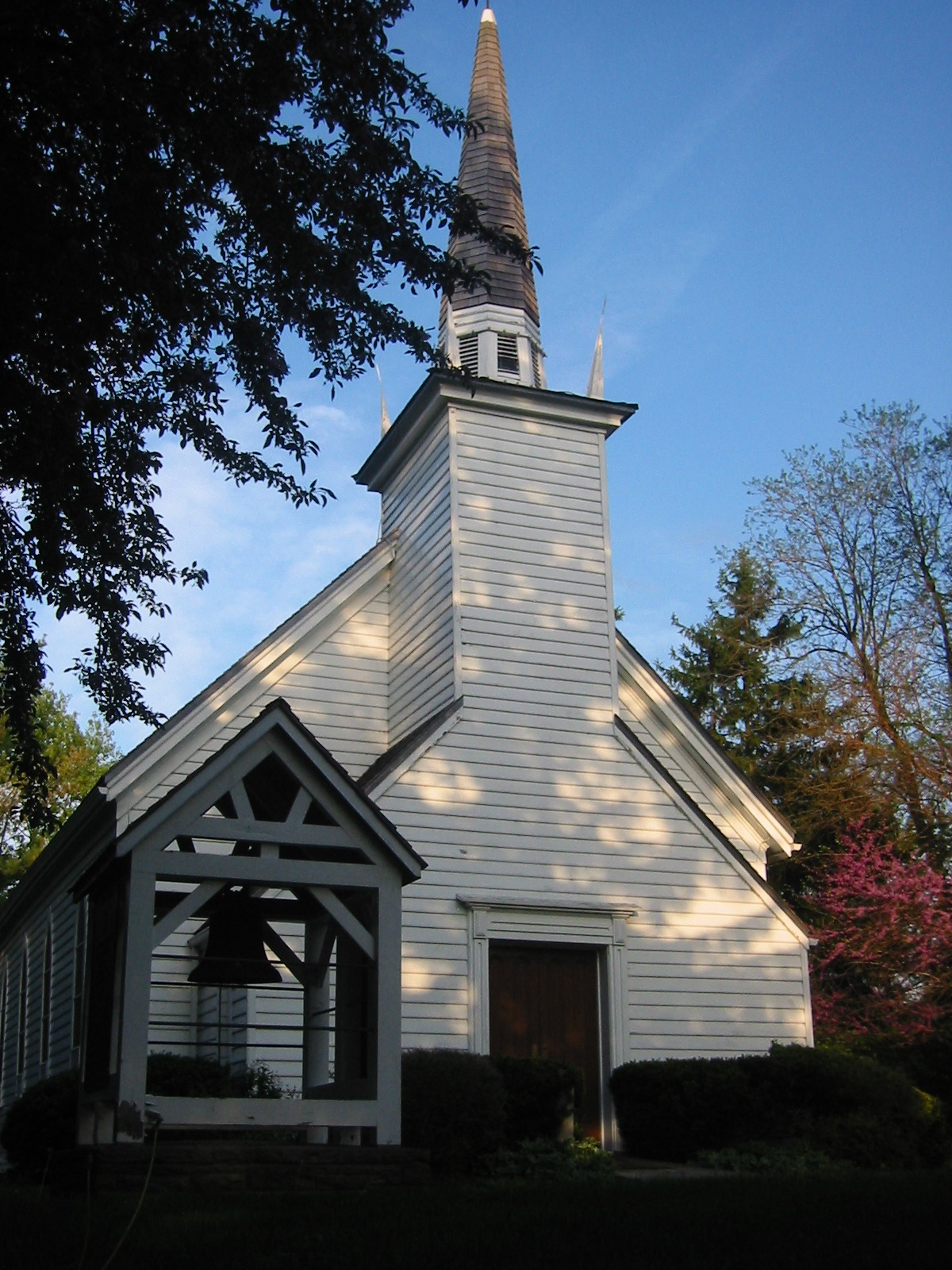
Chapelle Mohawk datant de 1785.

Les Neutres, ou Attawandaron, vivaient dans la vallée de la Grande Rivière avant le XVIIe siècle. Leur principal village et endroit de leur chef, Kandoucho, a été identifié par les historiens du XIXe siècle comme ayant été situé à la Grande Rivière là où Brantford est aujourd'hui.
Ce village, comme le reste de leurs campements, furent détruits quand les Iroquois déclarèrent la guerre en 1650 et exterminèrent la nation Neutre.
En 1784, le capitaine Joseph Brant et des indiens des Six Nations partirent de New York pour le Canada. En récompense de leur loyauté à la couronne britannique, ils reçurent des droits sur de grandes terres, signifiés par la proclamation du gouverneur Frederick Haldimand, sur la Rivière Grand.
Le campement original Mohawk était du côté sud de la ville d'aujourd'hui à un endroit favorable pour placer les canots. En 1847, les colons européens commencèrent à s'établir un peu plus en amont et nommèrent le village Brantford.

## Démographie
| 2001   | 2006   | 2011   | 2016   |
| ------ | ------ | ------ | ------ |
| 86 417 | 90 192 | 93 650 | 97 496 |

## Toponyme
Le mot anglais « ford » se traduit par gué, endroit peu profond d'un cours d'eau. L'endroit où Brant traversa la Rivière Grand donna le nom original au lieu : Brant's ford.

## Économie

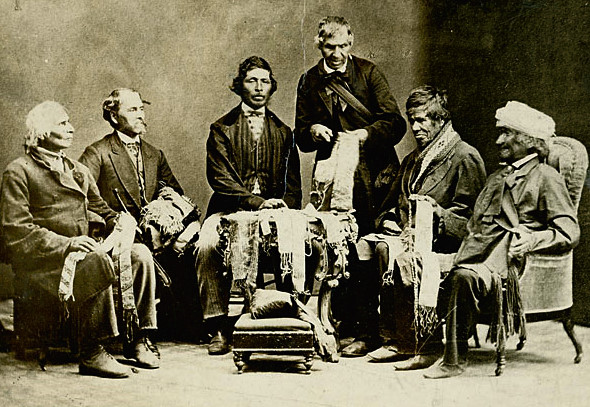
Rencontre à Brantford, le 14 septembre 1871.

## Jumelages
La ville de Brantford est jumelée avec :
 Ostrów Wielkopolski (Pologne).

## Personnalités liées à Brantford
Cette ville est la ville où sont nés :
- Rob Blake, joueur de hockey retraité.
- Wayne Gretzky, joueur de hockey retraité.
- Félix Gaudet Mach
- Phil Hartman, acteur et humoriste canadien.
- Adam Henrique, joueur de hockey.
- Alexander Graham Bell